# USS LST-621
O USS LST-621 foi um navio de guerra norte-americano da classe LST que operou durante a Segunda Guerra Mundial.